# Bruchia armata
Bruchia armata es un coleóptero de la familia Chrysomelidae.
Fue descrita científicamente por primera vez en 1932 por Staines.